# Heimatmuseum (Ochsenfurt)

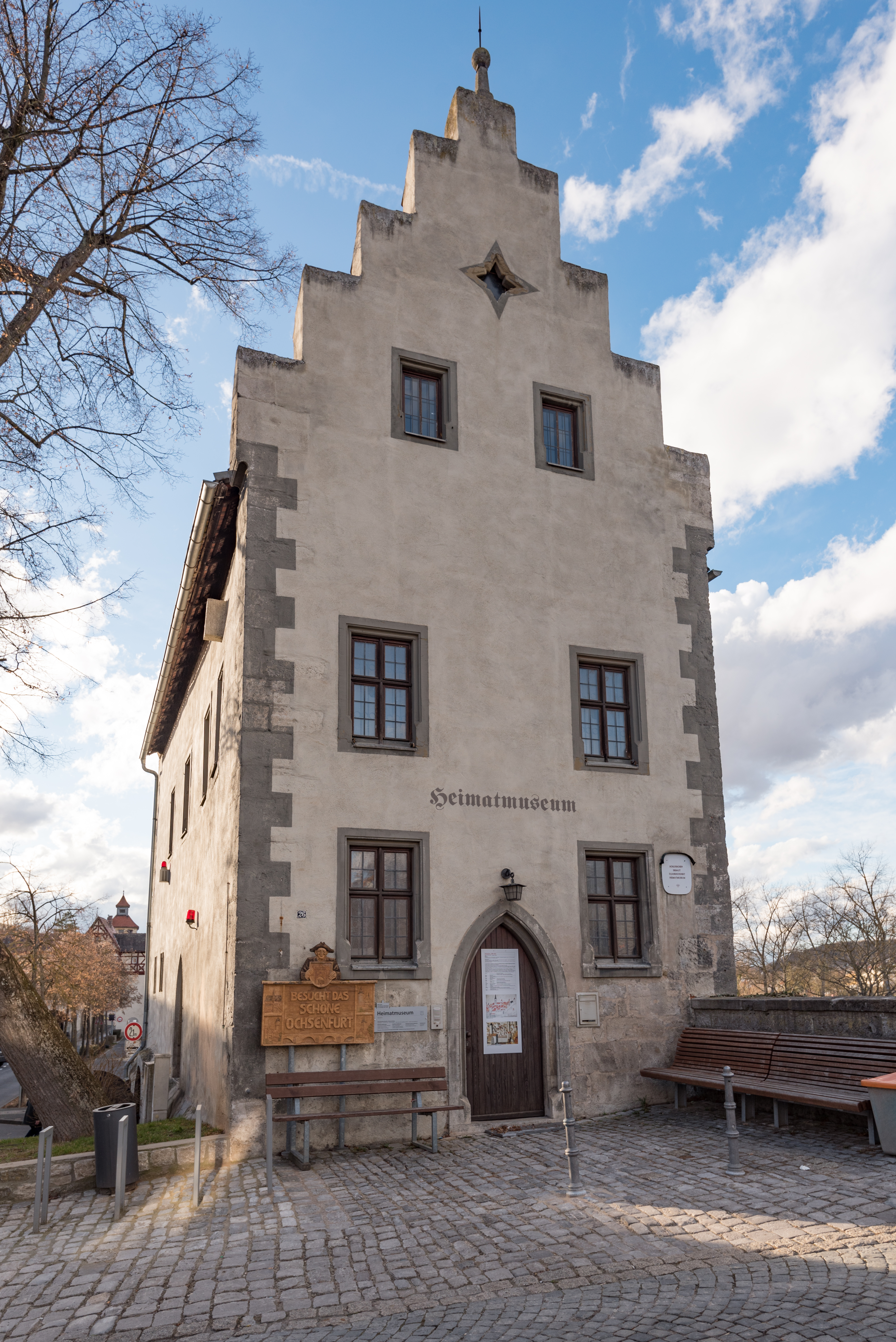
Heimatmuseum im Schlösschen

Das Heimatmuseum der Stadt Ochsenfurt im unterfränkischen Landkreis Würzburg befindet sich im Schlösschen und präsentiert stadtgeschichtliche Themen.

## Exponate und Themen
Das Heimatmuseum bietet Einblicke in die Ochsenfurter Stadtgeschichte, zudem sind Weinbau, Zunftwesen und Büttnerhandwerk weitere Themenschwerpunkte. Ein bronzener Weineicheimer aus dem 15. Jahrhundert, reich verzierte Zunftstangen und -truhen, sowie die schmiedeeiserne Stadtkasse und zwei Prunkbecher aus Silber gehören zu den optischen Höhepunkten des Museums.